# 印度世界社会党
印度世界社会党（英语：World Socialist Party of India）是印度的一个左翼政党。1995年3月，该党成立于加尔各答，由3个左翼党派合并而成。该党的意识形态是不可能主义、社会主义、马克思主义。该党是世界社会主义运动的成员。